# Tyler Merren
Tyler Merren (* 29. Mai 1984) ist ein US-amerikanischer Goalballspieler.
Merren begann 1999 Goalball zu spielen, als er am jährlichen Sports Education Camp an der Western Michigan University teilnahm. Während der High school begann er zu trainieren und 2001 nahm er an seinem ersten internationalen Wettkampf teil, den Para Pan American Games, und gewann dort mit seiner Mannschaft Silber. Seit dieser Zeit spielt Merren für die Herren Goalballnationalmannschaft der Vereinigten Staaten. 2004 in Athen nahm er erstmals an den Paralympischen Spielen teil und gewann dort mit seiner Mannschaft eine Bronzemedaille. 2008 in Peking konnten sie diesen Erfolg jedoch nicht wiederholen.
Merren lebt heute in Kalamazoo, Michigan. Er ist verheiratet und hat drei Kinder. Momentan studiert er an der Western Michigan University.

## Erfolge
- 2001 Para Pan American Games: Silber
- 2002 Youth National Championships, St. Augustine (Florida): Gold
- 2003 IBSA World Goalball Championships: Silber
- 2004 Sommer-Paralympics, Athen: Bronze
- 2005 Para Pan American Games, Sal Paulo, Brasilien: Silber
- 2006 World Championships, Spartanburg, S. C.: Bronze
- 2007 National Championships, St. Augustine (Florida): Gold
- 2007 Trakai Lithuania: Gold
- 2016 Sommer-Paralympics, Rio de Janeiro: Silber